# Nguyễn Văn Tĩnh
Nguyễn Văn Tĩnh (1911 – ?), thường gọi là Tinh Hoa, là một chính khách Việt Nam. Ông từng là Đại biểu Quốc hội Việt Nam khóa I.

## Cuộc đời
Nguyễn Văn Tĩnh là một tín hữu Công giáo thuộc giai cấp tư sản dân tộc. Gia đình ông mở một tiệm kinh doanh vải sợi may mặc ở giữa con phố lớn trong thành phố Thanh Hóa (nay là đường Trần Phú). Tháng 8 năm 1945, gia đình ông hưởng ứng Cách mạng Tháng Tám. Tháng 9, khi Chính phủ phát động lời kêu gọi Tuần lễ vàng để gây quỹ ngân sách quốc gia, gia đình ông đã đóng góp 100 lạng vàng.
Ngày 6 tháng 1 năm 1946, ông trúng cử Đại biểu Quốc hội tỉnh Thanh Hóa. Cuối tháng 2 năm 1947, Chủ tịch Hồ Chí Minh bí mật đến Thanh Hóa để gặp mặt khích lệ tinh thần quần chúng cũng như đưa ra ý kiến để xây dựng Thanh Hóa thành tỉnh "kiểu mẫu". Ông hưởng ứng và đóng góp 400 vạn trong tổng 600 vạn quỹ xây dựng tỉnh "kiểu mẫu".
Tháng 4 năm 1954, Nguyễn Văn Tĩnh bị bắt giữ và chịu án chung thân, bị Quốc hội truất tư cách Đại biểu. Năm 1957, ông được ân xá và tiếp tục công tác trong chính quyền tỉnh, trải qua hai cuộc kháng chiến. Ngày 1 tháng 4 năm 1976, ông nghỉ hưu ở tuổi 65 với mức lương chuyên viên bậc 3.